# Santa Cecília (ort)
Santa Cecília är en ort i Brasilien.   Den ligger i kommunen Santa Cecília och delstaten Santa Catarina, i den södra delen av landet, 1 300 km söder om huvudstaden Brasília. Santa Cecília ligger 1 097 meter över havet och antalet invånare är 15 092.
Terrängen runt Santa Cecília är platt söderut, men norrut är den kuperad. Det finns inga andra samhällen i närheten.
I omgivningarna runt Santa Cecília växer i huvudsak städsegrön lövskog. Runt Santa Cecília är det glesbefolkat, med 13 invånare per kvadratkilometer.